# إيما لارسون
إيما لارسون (بالسويدية: Emma Larsson) هي لاعبة جمباز فني سويدية، ولدت في 15 نوفمبر 1998.

## وصلات خارجية
- إيما لارسون على موقع الاتحاد الدولي للجمباز (licence) (الإنجليزية)
- إيما لارسون على موقع الاتحاد الدولي للجمباز (biography) (الإنجليزية)
- إيما لارسون على موقع أوليمبيديا (الإنجليزية)
- إيما لارسون على موقع اللجنة الأولمبية السويدية (السويدية)